# Cosmoscarta luangana
Cosmoscarta luangana är en insektsart som beskrevs av Victor Lallemand 1927. Cosmoscarta luangana ingår i släktet Cosmoscarta och familjen spottstritar. Inga underarter finns listade i Catalogue of Life.